# Monticello (Alta Córsega)
Monticello (em corso, U Munticellu) é uma comuna francesa na região administrativa de Córsega, no departamento da Alta Córsega. Estende-se por uma área de 10,64 km². 